# Tema musical
Un tema musical és una peça que sovint s'escriu específicament per a un programa de ràdio, un programa de televisió, un videojoc o una pel·lícula i que normalment es reprodueix durant la presentació, durant els crèdits d'inici o els crèdits del final. Quan està escrit per un programa de ràdio o de televisió també se l'anomena sintonia.
La cançó temàtica d'una frase o la melodia de la signatura també es pot utilitzar per referir-se a una cançó insígnia que s'ha associat especialment a un intèrpret o a un dignitari en particular, sovint utilitzada a l'hora d'entrar. El propòsit d'una cançó temàtica és sovint similar al d'un leitmotiv. Aquestes cançons també es poden utilitzar d'altres maneres. Un autor ha fet un ús extensiu d'ells en un esforç per explorar els sentiments que hi ha darrere de les visions del món.

## Propòsit
El propòsit de la música és establir un estat d'ànim per a l'espectacle i proporcionar una sonoritat auditiva que comença un programa en particular, que era especialment útil als primers dies de la ràdio. En alguns casos, inclosos The Brady Bunch, The Fresh Prince of Bel-Air, ambdues versions de Land of the Lost (1974 i 1991), The Nanny i The Beverly Hillbillies, les lletres de la cançó temàtica proporcionen una presentació necessària per gent que desconeixen l'espectacle.
A més, algunes músiques temàtiques utilitzen partitures orquestrals o música original per establir l'estat d'ànim per a l'espectacle, com la cançó temàtica Batman: The Animated Series, que es va treure del tema per a la pel·lícula Batman de 1989 creada per Danny Elfman i que marca l'estat d'ànim per al dibuix. Un altre exemple és la música de Ron Grainer per a Doctor Who. Altres espectacles utilitzen remescles o versions de cançons anteriors, com la cançó temàtica de Spider-Man: The Animated Series (1994–1998), que presentava una versió reelaborada del tema musical del clàssic dibuix animat de Spider-Man dels anys 60. La cançó va ser interpretada pel guitarrista principal d'Aerosmith, Joe Perry.